# Домброва (гміна Людвін)
Домброва (пол. Dąbrowa) — село в Польщі, у гміні Людвін Ленчинського повіту Люблінського воєводства.
Населення — 273 особи (2011).
У 1975-1998 роках село належало до Люблінського воєводства.

## Демографія
Демографічна структура станом на 31 березня 2011 року:
|          | Загалом | Допрацездатний вік | Працездатний вік | Постпрацездатний вік |
| -------- | ------- | ------------------ | ---------------- | -------------------- |
| Чоловіки | 143     | 32                 | 104              | 7                    |
| Жінки    | 130     | 27                 | 79               | 24                   |
| Разом    | 273     | 59                 | 183              | 31                   |